# 小行星7962
小行星7962（英語：7962）是一颗围绕太阳公转的小行星。1994年11月28日，上田清二、金田宏在钏路市发现了此天体。
这颗小行星的绝对星等为256.181934699324等。